# Хиэ-дзиндзя
Храм Хиэ (яп. 日枝神社 Хиэ-дзиндзя) — синтоистский храм в специальном районе Минато в Токио.

## История
Дата основания храма неизвестна. Согласно одной из версий его основал самурай Ота Докан в 1478 году.
С 1871 по 1946 год храм был официально назначен одним из Кампэй-тайся (官幣大社), что означало первоочередную поддержку храма государством.
В святыне находится одно из Национальных сокровищ — тати, кроме того в ней содержится 14 Важных Культурных Ценностей, 13 мечей и один нагината.